# سرو اسکوریال
سرو اسکوریال (به اسپانیایی: Cerro Escorial) یک کوه در شیلی است که در بخش د لاس آندز واقع شده‌است. سرو اسکوریال ۵٬۴۵۱ متر بالاتر از سطح دریا واقع شده‌است.